# Zane Maloney
Zane Maloney (Bridgetown, Barbados, 2 de octubre de 2003) es un piloto de automovilismo barbadense. Fue miembro de la Academia Sauber en 2024, tras serlo para el Equipo Júnior de Red Bull en 2023. Fue campeón de la F4 Británica en 2019 en su debut en monoplazas, cuarto de la Fórmula Regional Europea en 2021, y subcampeón del Campeonato de Fórmula 3 de la FIA en 2022 como debutante. En 2023 y 2024 disputó el Campeonato de Fórmula 2 de la FIA con Rodin Motorsport, obteniendo dos victorias y once podios.
En la temporada 2024-25 de Fórmula E es piloto titular del equipo Lola Yamaha ABT, así como en el primer barbadense en la historia de la categoría.

## Carrera

### Inicios
Zane Maloney nació en 2003 en Bridgetown. Su familia practica el automovilismo de generación en generación, por lo que su padre, sus dos tíos, sus dos primos y su abuelo compiten donde competían en diferentes competiciones regionales. El joven Zane probó suerte en el karting a la edad de 4 años. Durante sus dos primeros años en el karting, su padre fue su mecánico. Ganó sus primeras carreras en su país Barbados. En 2017 participó en sus primeras carreras fuera del continente americano, con el equipo Ricky Flynn Motorsport.
Así participó en el Campeonato Mundial de Karting, en la categoría OK-Junior. En 2018, compitió esta vez en la categoría OK-Senior, ganando en una carrera WSK - Super Master Series en el circuito de La Conca. Finalmente terminó cuarto en el Campeonato de Europa CIK-FIA en su categoría. 

### Fórmula 4
En 2019 debutó en competición monoplaza con el equipo Carlin en el Campeonato de F4 Británica, siempre como un Lando Norris. Allí ganó 10 carreras, incluidas 4 consecutivas, así como el campeonato y se convirtió en el único piloto de Barbados que ganó un campeonato europeo de monoplazas.

### Campeonato de Fórmula Regional Europea

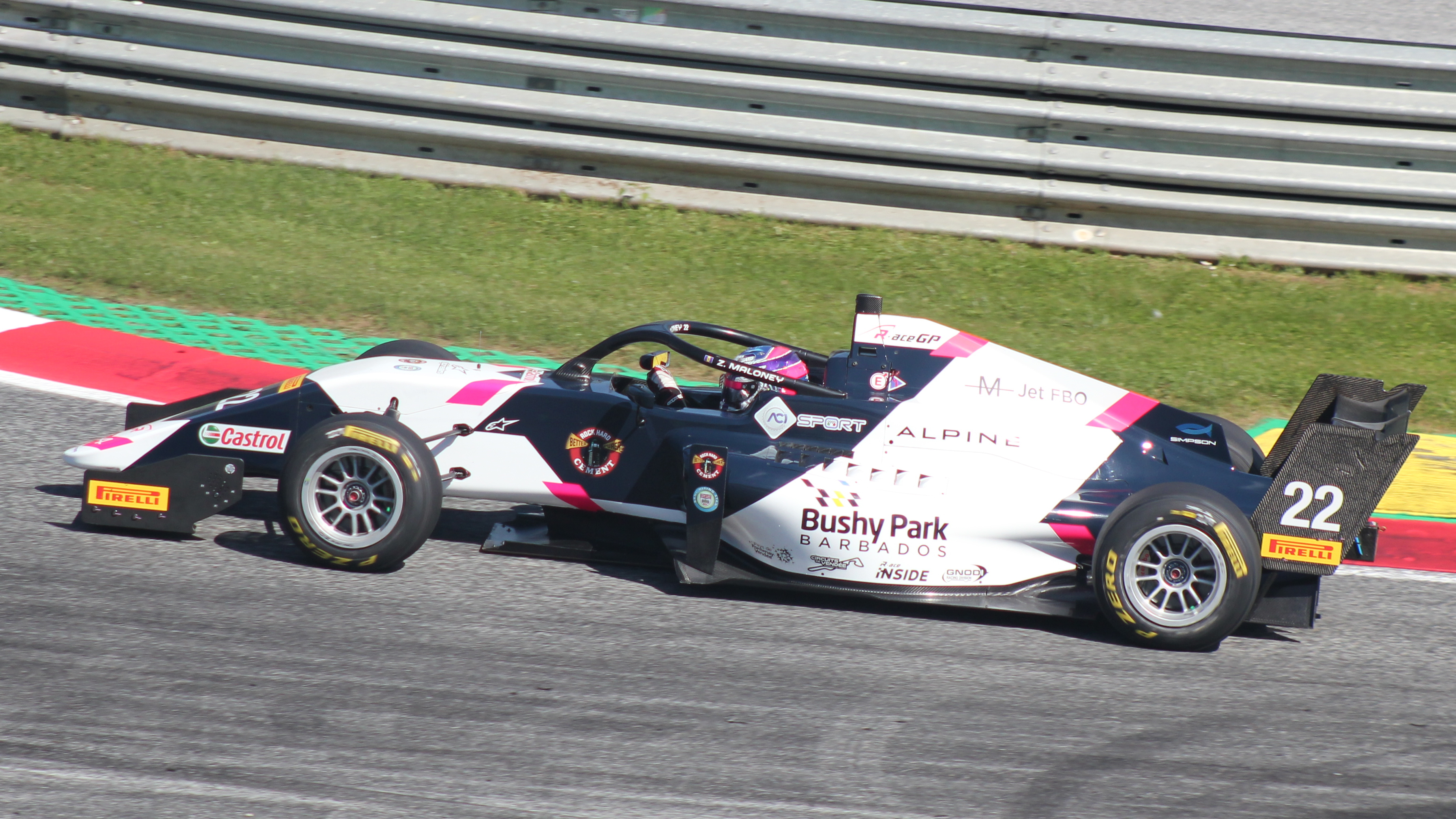
Zane Maloney en Red Bull Ring, 2021.

En diciembre de 2020, Maloney firmó con R-ace GP para disputar la temporada 2021. Su primer podio llegó en la segunda carrera de Imola, donde finalizó tercero. Después de dos finales en noveno lugar en Barcelona, Maloney tuvo una ronda impresionante en Mónaco: el Bajan terminó segundo en la primera carrera y luego ganó la segunda carrera desde la pole position, convirtiéndose así en el primer piloto caribeño en obtener la victoria en el Principado.

### Campeonato de Fórmula 3 de la FIA

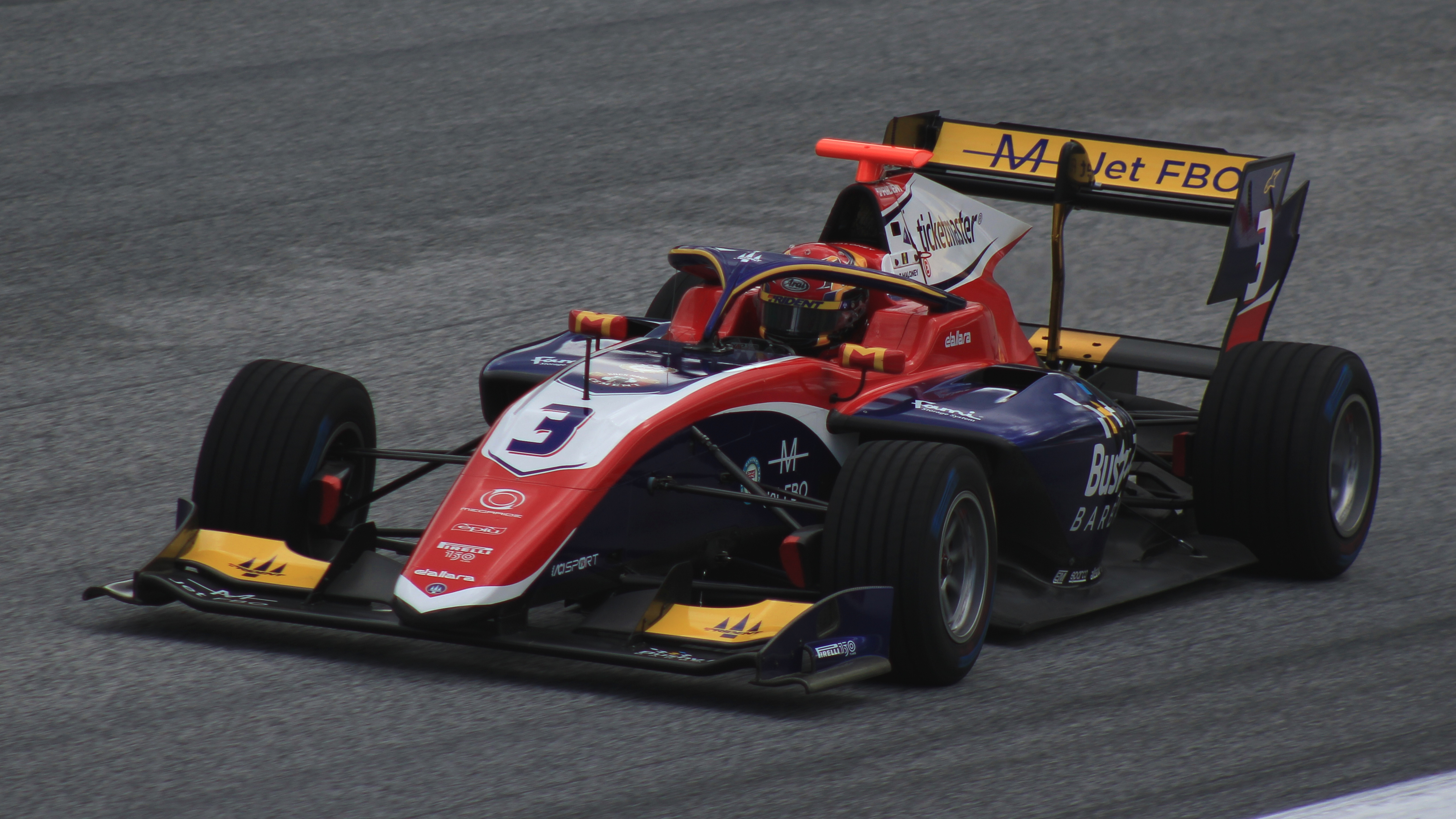
Zane Maloney en Red Bull Ring, 2022.

En noviembre de 2021, Maloney participó en la prueba de postemporada de Fórmula 3 de la FIA, conduciendo para los actuales campeones del equipo Trident. En enero del año siguiente, el equipo italiano confirmó que Maloney correría con ellos en la temporada 2022.

### Campeonato de Fórmula 2 de la FIA
Dos meses después de ser subcampeón de la Fórmula 3, Maloney fue contratado nuevamente por Trident para sustituir a Calan Williams y debutar en la última ronda de 2022 del Campeonato de Fórmula 2 de la FIA.
En enero de 2023, fue anunciado como piloto titular de Carlin para disputar a tiempo completo la temporada 2023. Anteriormente había participado en las pruebas de postemporada 2022 en el circuito Yas Marina con dicho equipo.

### Fórmula 1
El 7 de diciembre de 2022, Maloney se unió al Equipo Júnior de Red Bull, y fue anunciado como piloto reserva del equipo de Fórmula 1 para 2023.
Después de abandonar Red Bull, el barbadense se unió a Kick Sauber como piloto reserva para 2024 y como integrante de la academia de jóvenes pilotos.

## Resumen de carrera
| Temporada | Categoría                              | Equipo                         | Carreras     | Victorias    | Poles        | VR           | Podios       | Puntos       | Pos.         |
| --------- | -------------------------------------- | ------------------------------ | ------------ | ------------ | ------------ | ------------ | ------------ | ------------ | ------------ |
| 2019      | Campeonato de F4 Británica             | Carlin                         | 30           | 10           | 6            | 5            | 15           | 427          | 1.º          |
| 2019      | Copa del Caribe Radical                | —                              | 6            | 5            | ?            | ?            | ?            | ?            | 5.º          |
| 2020      | Eurofórmula Open                       | Carlin Motorsport              | 17           | 0            | 0            | 0            | 2            | 113          | 8.º          |
| 2021      | Campeonato de Fórmula Regional Europea | R-ace GP                       | 20           | 1            | 1            | 1            | 7            | 170          | 4.º          |
| 2022      | Campeonato de Fórmula 3 de la FIA      | Trident                        | 18           | 3            | 2            | 3            | 4            | 134          | 2.º          |
| 2022      | Campeonato de Fórmula 2 de la FIA      | Trident                        | 2            | 0            | 0            | 0            | 0            | 0            | 26.º         |
| 2022      | Copa Radical del Caribe                | —                              | 3            | 2            | 1            | ?            | 3            | N/A          | NC†          |
| 2023      | Campeonato de Fórmula 2 de la FIA      | Rodin Carlin                   | 26           | 0            | 0            | 1            | 4            | 96           | 10.º         |
| 2023      | Gran Premio de Macao                   | Rodin Carlin                   | 1            | 0            | 0            | 0            | 0            | N/A          | 8.º          |
| 2024      | Campeonato de Fórmula 2 de la FIA      | Rodin Motorsport               | 26           | 2            | 1            | 1            | 7            | 140          | 4.º          |
| 2024-25   | Fórmula E                              | Lola Yamaha ABT Formula E Team | Disputándose | Disputándose | Disputándose | Disputándose | Disputándose | Disputándose | Disputándose |
| Fuente:   |                                        |                                |              |              |              |              |              |              |              |

- † Era piloto invitado, por lo que no sumó puntos.

## Resultados

### Campeonato de Fórmula Regional Europea
(Clave) (negrita indica pole position) (cursiva indica vuelta rápida)

| Año  | Escudería | 1   | 1   | 2   | 2   | 3   | 3   | 4   | 4   | 5   | 5   | 6   | 6   | 7   | 7   | 8   | 8   | 9   | 9   | 10  | 10  | Pos. | Puntos |
| ---- | --------- | --- | --- | --- | --- | --- | --- | --- | --- | --- | --- | --- | --- | --- | --- | --- | --- | --- | --- | --- | --- | ---- | ------ |
| 2021 | R-ace GP  | IMO | IMO | BAR | BAR | MON | MON | LEC | LEC | ZAN | ZAN | SPA | SPA | SPI | SPI | VAL | VAL | MUG | MUG | MNZ | MNZ | 4.º  | 170    |
| 2021 | R-ace GP  | Ret | 3   | 9   | 9   | 2   | 1   | 4   | 6   | 15  | 8   | 3   | 2   | 9   | 3   | 8   | 8   | 11  | 14  | 3   | 7   | 4.º  | 170    |

### Campeonato de Fórmula 3 de la FIA
(Clave) (negrita indica pole position) (cursiva indica vuelta rápida puntuable)

| Año  | Escudería | 1   | 1   | 2   | 2   | 3   | 3   | 4   | 4   | 5   | 5   | 6   | 6   | 7   | 7   | 8   | 8   | 9   | 9   | Pos. | Puntos | Ref.   |
| ---- | --------- | --- | --- | --- | --- | --- | --- | --- | --- | --- | --- | --- | --- | --- | --- | --- | --- | --- | --- | ---- | ------ | ------ |
| 2022 | Trident   | SAK | SAK | IMO | IMO | BAR | BAR | SIL | SIL | SPI | SPI | BUD | BUD | SPA | SPA | ZAN | ZAN | MNZ | MNZ | 2.º  | 134    | [ 15 ] |
| 2022 | Trident   | 4   | Ret | 6   | Ret | 21  | 13  | 7   | 11  | Ret | 5   | 10  | 2   | Ret | 1   | 17  | 1   | 4   | 1   | 2.º  | 134    | [ 15 ] |

### Campeonato de Fórmula 2 de la FIA
(Clave) (negrita indica pole position) (cursiva indica vuelta rápida puntuable)

| Año  | Escudería        | 1   | 1   | 2   | 2   | 3   | 3   | 4   | 4   | 5   | 5   | 6   | 6   | 7   | 7   | 8   | 8   | 9   | 9   | 10  | 10  | 11  | 11  | 12  | 12  | 13  | 13  | 14  | 14  | Pos. | Puntos | Ref.   |
| ---- | ---------------- | --- | --- | --- | --- | --- | --- | --- | --- | --- | --- | --- | --- | --- | --- | --- | --- | --- | --- | --- | --- | --- | --- | --- | --- | --- | --- | --- | --- | ---- | ------ | ------ |
| 2022 | Trident          | SAK | SAK | YED | YED | IMO | IMO | BAR | BAR | MON | MON | BAK | BAK | SIL | SIL | SPI | SPI | LEC | LEC | BUD | BUD | SPA | SPA | ZAN | ZAN | MNZ | MNZ | YMC | YMC | 26.º | 0      | [ 16 ] |
| 2022 | Trident          |     |     |     |     |     |     |     |     |     |     |     |     |     |     |     |     |     |     |     |     |     |     |     |     |     |     | 15  | 16  | 26.º | 0      | [ 16 ] |
| 2023 | Rodin Carlin     | SAK | SAK | YED | YED | MEL | MEL | BAK | BAK | MON | MON | BAR | BAR | SPI | SPI | SIL | SIL | BUD | BUD | SPA | SPA | ZAN | ZAN | MNZ | MNZ | YMC | YMC |     |     | 10.º | 96     | [ 17 ] |
| 2023 | Rodin Carlin     | 9   | 3   | Ret | 17  | 5   | 5   | Ret | 11  | 5   | 3   | 14  | 16  | 18  | 15  | 10  | 2   | 12  | 16  | 10  | 4   | 5   | 2   | 14  | Ret | 9   | 17† |     |     | 10.º | 96     | [ 17 ] |
| 2024 | Rodin Motorsport | SAK | SAK | YED | YED | MEL | MEL | IMO | IMO | MON | MON | BAR | BAR | SPI | SPI | SIL | SIL | BUD | BUD | SPA | SPA | MNZ | MNZ | BAK | BAK | LUS | LUS | YMC | YMC | 4.º  | 140    | [ 18 ] |
| 2024 | Rodin Motorsport | 1   | 1   | 4   | 7   | 10  | 3   | 3   | 11  | Ret | 10  | 20  | 7   | 17  | Ret | 2   | 2   | 13  | Ret | 4   | 6   | 5   | 2   | 10  | 15  | 6   | 9   |     |     | 4.º  | 140    | [ 18 ] |

### Fórmula E
(Clave) (negrita indica pole position) (cursiva indica vuelta rápida)

| Año     | Escudería                      | 1      | 2      | 3      | 4      | 5      | 6      | 7      | 8      | 9      | 10     | 11     | 12     | 13     | 14      | 15      | 16     | Pos. | Puntos |
| ------- | ------------------------------ | ------ | ------ | ------ | ------ | ------ | ------ | ------ | ------ | ------ | ------ | ------ | ------ | ------ | ------- | ------- | ------ | ---- | ------ |
| 2024-25 | Lola Yamaha ABT Formula E Team | SÃO 12 | MEX 15 | YED 16 | YED 18 | MIA 19 | MON 21 | MON 14 | TOK 16 | TOK 14 | SHA 19 | SHA 11 | YAK 18 | BER 16 | BER Ret | LON Ret | LON 16 | 24.º | 0      |
| Fuente: |                                |        |        |        |        |        |        |        |        |        |        |        |        |        |         |         |        |      |        |